# Associació per a la Difusió del Folklore
ADIFOLK - Associació per a la Difusió del Folklore és una entitat sense ànim de lucre que té com a objectiu fonamental potenciar i dinamitzar el folklore i la cultura popular catalanes, i alhora potenciar l'intercanvi cultural amb altres cultures d'arreu del món. És membre de l'Ens de l'Associacionisme Cultural Català. N'és actualment president d'ençà del 2018, el montblanquí Ivan Besora.
L'ens té el seu origen en les Jornades Internacionals Folklòriques (JIF) celebrades a Barcelona el 1972 per iniciativa de l'Esbart Lluís Millet, i creades amb la intenció d'organitzar festivals folklòrics amb grups d'arreu del món i mostres de cultura popular. L'any 1979 va néixer una ampliació de les JIF, que va passar a ser JIF-Catalunya, o sigui que el seu camp d'acció abastava tot el territori català. Les actuacions es fan a places públiques, pavellons municipals, teatres o casals. Al llarg de les quaranta edicions de les JIF, hi han participat més de 200 grups d'un total de 76 països i set comunitats autònomes.
Des del 1988 també organitza l'Aplec internacional per donar a conèixer un tast de la cultura popular i tradicional catalana arreu del món. Aquest esdeveniment se celebra cada any en una ciutat diferent; l'edició del 2010 se celebrà a la ciutat polonesa de Cracòvia, el 2011 a Grenoble el 2012 a la capital d'Hongria Budapest. i el 2013 a Verona. L'aplec que s'havia de celebrar a l'Alguer estava previst per al 2020 però la pandèmia de COVID-19 va obligar a aplaçar-lo a l'any següent, on va tenir lloc del 24 al 26 de setembre. Aquest aplec ha estat el més reeixit de totes les edicions ja que obtingué gran ressò internacional i assistència multitudinària arran de la detenció de Carles_Puigdemont que ocorregué abans del començament de la celebració.
Els premis Adifolk es van crear el 2018 per reconèixer les agrupacions més destacades de l'any, entre elles a la Personalitat de l'any, i es lliuren en una gala.